# Luis María Martínez
Luis María Martínez y Rodríguez (Michoacán, 9 de junho de 1881 - Cidade do México, 9 de fevereiro de 1956) foi o arcebispo católico da Cidade do México e o primeiro primaz oficial do México. Foi também estudioso e poeta, e membro da Academia Mexicana de la Lengua.

## Juventude e carreira
Luis María Martínez y Rodríguez nasceu em 9 de junho de 1881, em Molino de Caballeros em Michoacán. Estudou no seminário da diocese de Morelia e foi ordenado em 30 de novembro de 1904. 
Tornou-se professor no seminário, chegando finalmente ao cargo de reitor. Em 1923, foi nomeado bispo auxiliar do arcebispo de Morelia e também bispo titular de Anemurium. Onze anos depois foi elevado a bispo coadjutor de Morelia e arcebispo titular de Misthia. 

## Arcebispado
O Papa Pio XI nomeou Martínez como Arcebispo da Cidade do México em fevereiro de 1937, após a morte do Arcebispo Pascual Díaz y Barreto. 
Martínez era amigo próximo do presidente mexicano Lázaro Cárdenas, desde a sua juventude em Michoacán. A boa relação de trabalho de ambos os homens durante a administração Cárdenas (1934–1940) preencheu a lacuna entre a Igreja e o Estado e ajudou a subjugar a amarga animosidade entre católicos e esquerdistas que perdurava desde a Revolução Mexicana. O arcebispo manteve a sua postura amigável e pró-governo através das administrações sucessivas de Manuel Ávila Camacho, Miguel Alemán Valdés, e Adolfo Ruiz Cortines. 
Ele manteve uma crença firme na democracia e exortou publicamente os cidadãos a votarem. Durante a Segunda Guerra Mundial, ele se manifestou fortemente contra o fascismo e os grupos que buscavam alinhar o México com as potências do Eixo. Conforme descrito em um obituário, "sua adesão à causa democrática era ainda mais notável naquela época porque alguns dos grupos pró-Eixo mais estridentes eram em grande parte de composição católica". 
Em 1951, Martínez recebeu o título honorífico de Primaz do México, o primeiro titular desse cargo na igreja. 
Filósofo da tradição escolástica, seu foco na natureza última das coisas o levou à teologia. Ele também foi um escritor de poesia espiritual. Embora os seus valores tradicionais tenham provocado críticas a alguns aspectos da modernização do México, ele sempre manteve uma relação especial com o povo. Ele presidiu a celebração do 50º aniversário da coroação de Nossa Senhora de Guadalupe, declarando: “Eu sou Zumárraga” para atrair os mexicanos que “vagaram” de volta à igreja. Ele ingressou na Academia em 1953, e muitos de seus sermões foram traduzidos para o francês, italiano e alemão.
Ele morreu em 9 de fevereiro de 1956 na Cidade do México.  Ele foi enterrado sob o altar principal da Catedral Metropolitana da Cidade do México após uma missa solene pontifícia celebrada pelo arcebispo de Yucatán, Fernando Ruiz y Solózarno, e com a presença de mais de 800 oficiais da igreja.   Policiais estimaram que mais de 100.000 pessoas em luto passaram pelo esquife fúnebre antes da missa.